# Агентство по ядерной энергии
Агентство по ядерной энергии (АЯЭ) является межправительственным многонациональным агентством при Организации экономического сотрудничества и развития. Изначально созданное 1 февраля 1958 года под именем Европейское агентство по ядерной энергии (ЕАЯЭ); США принимали участие в качестве ассоциированного члена) 20 апреля 1972 года изменило название на своё нынешнее после вступления в члены Японии.
Миссия АЯЭ состоит в «оказании помощи своим странам-членам в поддержании и дальнейшем развитии в рамках международного сотрудничества научных, технологических и правовых основ, необходимых для безопасного, экологически чистого и экономичного использования ядерной энергии в мирных целях».
В 2003 году Агентство участвовало в создании Всемирного ядерного университета.

## Члены
В настоящее время членами АЯЭ является 34 страны:
- Австралия
- Австрия
- Бельгия
- Великобритания
- Венгрия
- Германия
- Нидерланды
- Греция
- Дания
- Ирландия
- Исландия
- Испания
- Италия
- Канада
- Люксембург
- Мексика
- Норвегия
- Польша
- Португалия
- Россия (Членство приостановлено 11 апреля 2022 года[4])
- Словакия
- Словения
- США
- Турция
- Финляндия
- Франция
- Чехия
- Швейцария
- Швеция
- Республика Корея
- Япония

Вместе они составляют примерно 85 % от имеющейся в мире мощности АЭС. Ядерная энергия составляет почти четверть электроэнергии, производимой в странах-членах АЯЭ. АЯЭ работает в тесном сотрудничестве с Международным агентством по атомной энергии (МАГАТЭ) в Вене (специализированным учреждением Организации Объединенных Наций) и с Европейской комиссией в Брюсселе.
В ОЭСР у АЯЭ тесная координация с Международным энергетическим агентством и Дирекцией по окружающей среде, а также по мере необходимости контакты с другими управлениями.

## Области работы
- Ядерная безопасность и регулирование
- Развитие атомной энергетики
- Обращение с радиоактивными отходами
- Радиационная защита и здравоохранение
- Ядерное законодательство и ответственность
- Ядерная наука
- Банк данных
- Информация и связь
- Трибунал европейской ядерной энергетики

## Структура
Секретариат АЯЭ включает семь специализированных постоянных технических комитетов и руководящий комитет по ядерной энергии, непосредственно подчиненный Совету ОЭСР. Постоянные технические комитеты представляют семь основных областей Программы Агентства. Комитеты состоят из экспертов, делегируемых странами-членами, которые являются исполнителями работы Программы и пользователями результатов. Комитеты выполняют следующие функции:
- обеспечивают странам-членам форум для углубленного обмена технической и программной информацией;
- стимулируют получение новой полезной информации путём инициирования и проведения совместных исследований по ключевым проблемам отрасли;
- вырабатывают общие позиции, в том числе «консенсус мнений», по техническим и политическим вопросам;
- выявляют области, где необходима дальнейшая работа;
- обеспечивают эффективность деятельности АЯЭ, направленной на решение актуальных потребностей отрасли;
- выступают в качестве организаторов совместных проектов, в рамках которых заинтересованные страны могут проводить исследования по конкретным вопросам на основе совместного финансирования.